# Crkveni Vrhovci
Crkveni Vrhovci is een plaats in de gemeente Požega in de Kroatische provincie Požega-Slavonië. De plaats telt 32 inwoners (2001).